# エミリー・ポスト

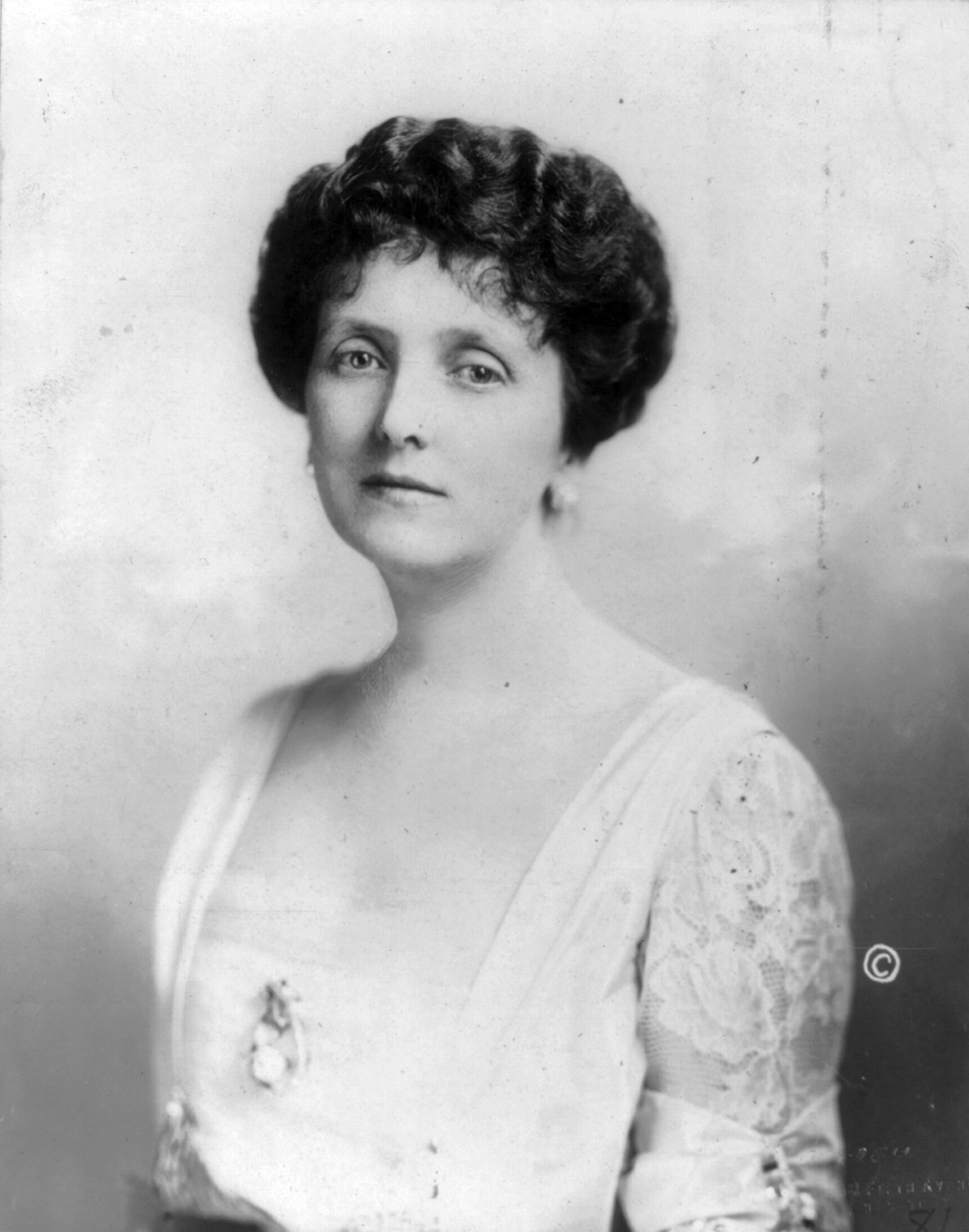
エミリー・ポスト

エミリー・ポスト（Emily Post, 旧姓 Price, 1873年10月27日 - 1960年9月25日）は、米国の女性作家。エチケットの権威として知られる。
高名な建築家の父ブルース・プライスと、母ジョゼフィン・リー・プライスの一人娘として、メリーランド州ボルチモアの裕福な家に生まれる。家庭で教育を受けた後、家族で移ったニューヨークにてミス・グレアム教養学校に通う。社交界で人気を集め、1892年に銀行家のエドウィン・メイン・ポストと結婚。エドウィン・M・ジュニア（1893年）とブルース（1895年）の2男をもうけたが、夫の浮気のため1905年に離婚する。
経済的な理由から20世紀初頭より著述業をはじめ、建築や内装についての新聞記事や、雑誌向けの連続小説、旅行記などを著す。1922年に出版した『エチケット』がベストセラーとなり、その後数十年にわたって版を重ね売れ続ける。1931年からラジオ番組を持つ。1932年以降はベル通信社のために美食についてのコラムを書き、200 紙以上の新聞に毎日掲載された。
1946年にエミリー・ポスト協会を設立。1960年にニューヨークで死去。

## 作品リスト
- Flight of the Moth  (1904)
- Purple and Fine Linen (1906)
- Woven in the Tapestry (1908)
- The Title Market (1909)
- The Eagle's Feather (1910)
- Etiquette (1922)